# Constantin Ier Bardzabertsi
Constantin ou Kostandin Ier Bardzabertsi (en arménien Կոնստանդին Ա Բարփրբերդցի) est Catholicos de l'Église apostolique arménienne de 1221 à 1267, année de sa mort. Le siège du catholicossat est à cette époque situé en Petite-Arménie, à Hromgla, où il succède à Hovhannès VI et où il sera suivi par Jacob Ier.
Ce Catholicos a mené une action œcuménique soutenue. Avec le roi Héthoum Ier, il entretient une correspondance fournie avec les patriarches de Constantinople Germain II et Manuel II. Ces échanges infructueux poussent l'Église arménienne à se rapprocher de Rome : la papauté obtient ainsi en 1251 la reconnaissance de la primauté du Pape et de la double procession du Saint-Esprit. Rome reconnaît de son côté le rite arménien.
Constantin Ier a également procédé à une réforme de la discipline ecclésiastique en 1243. Enfin, ce Catholicos mécène est connu pour être l'un des principaux patrons du miniaturiste Toros Roslin.